# نشان ملکه ماریا لوئیزا
نشان ملکه ماریا لوئیزا (به اسپانیایی: Orden de las Damas Nobles de la Reina María Luisa) نشانی است که به حکم کارلوس چهارم اسپانیا در ۲۱ آوریل ۱۷۹۲ و به درخواست همسرش ماریا لوییزای پارما پایه‌گذاری شد. این نشان به زنان نجیب‌زاده‌ای که به واسطه خدمات یا استعدادهایشان متمایز شده‌اند اعطا می‌شود. تعداد دارندگان این نشان در هر زمان به به سی نفر محدود شده است. نشان ملکه ماریا لوئیزا در دوران ژوزف بناپارت برای مدتی ملغی شده بود، اما با بازگشت خاندان بوربون به سلطنت اعطای آن از سر گرفته شد. از سال ۱۹۷۷ به بعد این نشان به کسی اعطا نشده و تنها دارندگان آن در حال حاضر خواهر و همسر خوآن کارلوس اول اسپانیا یعنی شاهدخت مارگاریتا، دوشس ارنانی و ملکه سوفیای اسپانیا هستند. 